# Metamagnetismus
Metamagnetismus je náhlé (často dramatické) zvýšení magnetizace materiálu s malou změnou v externě aplikovaném magnetickém poli. Metamagnetické chování může mít zcela odlišné fyzikální příčiny u různých typů metamagnetů. Některé příklady fyzikálních mechanismů vedoucích k metamagnetickému chování jsou:
1. Itinerantní metamagnetismus - Výměna rozdělení na Fermiho povrchu v paramagnetickém systému itinerantních elektronů způsobí energeticky příznivý přechod k hromadné magnetizaci v blízkosti přechodu k feromagnetu nebo jinému magneticky uspořádanému stavu.[1][2]
2. Antiferomagnetický přechod - Pole vyvolané spinem vyletí v antiferomagnetické kaskádě na kritickou energii a určuje aplikované magnetické pole.[3]

V závislosti na materiálu a experimentálních podmínkách může být metamagnetismus spojen s fázovým přechodem prvního řádu, kontinuálním fázovým přechodem v kritickém bodě (klasický nebo kvantový), nebo křížením přes kritický bod, které nezahrnuje fázový přechod. Tato různá fyzikální vysvětlení někdy vedou ke zmatku co znamená termín "metamagnetismus" pro konkrétní případy.